# Peipiaosteus
Peipiaosteus è un genere di pesci ossei estinti, appartenente agli acipenseriformi. Visse nel Cretaceo inferiore (Barremiano - Aptiano, circa 125 - 130 milioni di anni fa) e i suoi resti fossili sono stati ritrovati in Cina.

## Descrizione
Di questo animale sono noti molti esemplari fossili, tutti di piccole dimensioni e solitamente lunghi non oltre 30 centimetri. È probabile che fossero tutti esemplari giovani. In ogni caso, al contrario degli odierni storioni Peipiaosteus possedeva un muso corto e smussato, sprovvisto di denti, e vi era una singola fila di scaglie lungo la linea laterale. Il profilo del corpo era slanciato, e la pinna dorsale era leggermente arretrata e corta, al contrario di altri generi simili come Yanosteus e Spherosteus; dall'assai simile Stichopterus si differenziava anche per la presenza di un solo paio di ossa extrascapolari. La coda, come quella degli storioni, era dotata di un lobo superiore più allungato di quello inferiore.

## Classificazione
Descritto per la prima volta nel 1965, Peipiaosteus è noto per numerosissimi fossili provenienti da terreni del Cretaceo inferiore della Cina. La specie tipo è Peipiaosteus pani, ma al genere è stata attribuita anche la specie P. fengningensis (a volte considerata conspecifica con la prima). 
Peipiaosteus è il genere eponimo dei Peipiaosteidae, una famiglia di acipenseriformi tipici del Cretaceo inferiore, considerati più derivati rispetto ai condrostei giurassici ma più basali rispetto ai poliodontidi e agli acipenseridi.